# Ordoliberalismo
Ordoliberalismo, também chamado neoliberalismo alemão,  é uma escola de pensamento liberal que defende que a economia deve existir sob uma estrutura subjacente de regras criadas pelo Estado, para que beneficie a sociedade em geral. Essa doutrina econômica foi adotada principalmente na Alemanha do pós-guerra.
Foi criada por economistas e juristas alemães como Walter Eucken, Franz Böhm, Hans Großmann-Doerth, Alfred Müller-Armack e Alexander Rüstow juntamente com a Escola de Friburgo, entre 1930 e 1950. Os ideais ordoliberais, com algumas modificações, inspiraram a criação da economia social de mercado que vigeu na Alemanha após a Segunda Guerra Mundial e durante o subsequente Wirtschaftswunder ("milagre econômico", em alemão).
Existem três pontos fundamentais no conceito de ordoliberal: 
1. a preservação da concorrência;
2. os ganhos de uma ordem de mercado e;
3. a inclusão e justiça social necessárias.[4]

A filosofia política dos Ordoliberais são influenciadas por Aristóteles, Alexis de Tocqueville, Friedrich Hegel, Oswald Spengler, Karl Mannheim, Max Weber, e Edmund Husserl.

## Etimologia
O termo "ordoliberalismo" (em alemão:  Ordoliberalismus) foi cunhado em 1950 por Hero Moeller e refere-se ao periódico acadêmico ORDO.

## Diferenciação linguística
Inicialmente, alguns ordoliberais se autodenominavam "neoliberais" para se diferenciarem do liberalismo clássico. No entanto, nomeadamente Walter Eucken e Franz Böhm, fundador da Ordoliberalismo e da Escola de Friburgo, sempre rejeitaram o termo neoliberalismo.

## Teoria

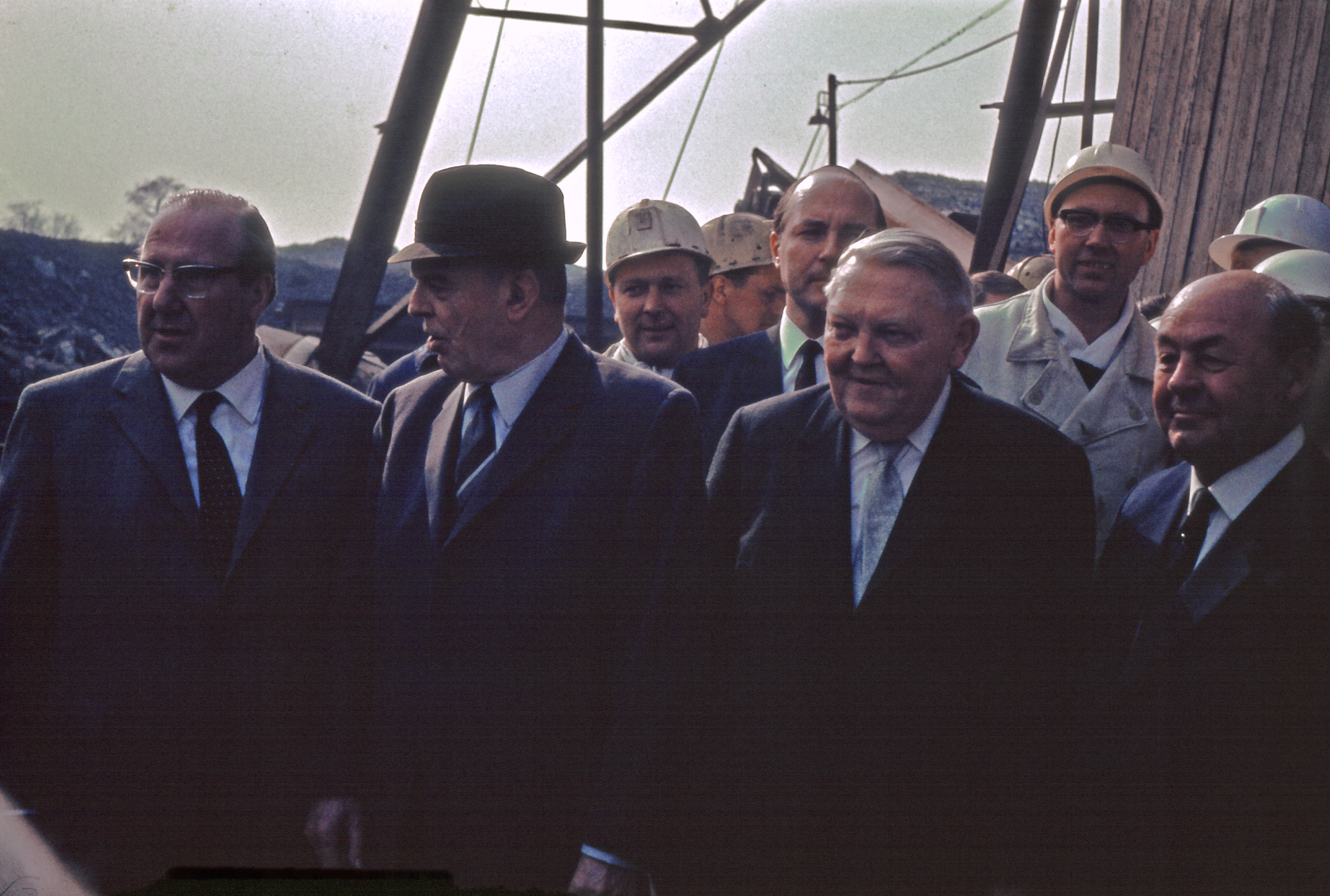
Ludwig Erhard, ex-chanceler alemão e expoente do ordoliberalismo.

A teoria ordoliberal defende que o Estado deve criar um ambiente legal adequado para a economia e manter um nível saudável de concorrência através de medidas que aderem aos princípios do mercado. Este é o fundamento de sua legitimidade. A preocupação é que, se o Estado não tomar medidas ativas para assegurar a concorrência, surgirão monopólios (ou oligopólios), que não só irão subverter as vantagens oferecidas pela economia de mercado mas, eventualmente, também prejudicar governo, dado que o poder econômico pode se transformar em poder político.
Wilhelm Röpke, um dos fundadores da escola ordoliberal, considerou o ordoliberalismo como um "conservadorismo liberal", em oposição ao capitalismo puro, em seu trabalho Civitas Humana ("A Humane Order of Society", 1944).
A ideia ordoliberal pode ser interpretada como uma alternativa "progressista" da direita ainda que, claramente, proponha a intervenção estatal indireta, no mercado.